# Стародюртюкеєво
Стародюртюке́єво (рос. Стародюртюкеево, башк. Иҫке Дүртекәй) — присілок у складі Балтачевського району Башкортостану, Росія. Входить до складу Сейтяковської сільської ради.
Населення — 83 особи (2010; 102 у 2002).
Національний склад:
- марійці — 80 %